# Chrysococcyx flavigularis
Chrysococcyx flavigularis е вид птица от семейство Cuculidae.

## Разпространение
Видът е разпространен в Габон, Гана, Екваториална Гвинея, Камерун, Република Конго, Демократична република Конго, Кот д'Ивоар, Либерия, Нигерия, Сиера Леоне, Уганда, Централноафриканската република и Южен Судан.